# Елкі Брукс
Елкі Брукс (англ. Elkie Brooks, справжнє ім'я Елейн Букбіндер, англ. Elaine Bookbinder; 25 лютого 1945, Солфорд (біля Манчестеру), Велика Британія) — британська вокалістка, композиторка, авторка текстів.
З дитинства Елейн почала вчитись грати на фортепіано, кларнеті та саксофоні. Свою кар'єру почала під гаслом «відповідь Манчестера на Бренду Лі» і на початку шістдесятих вирушила у гастрольне турне Великою Британією з групою Еріка Ділейні. 1964 року Брукс записала свій перший сингл для фірми «Decca» — «Somethings Got A Hold On Me». Однак цим записом та деякими іншими, серед яких були досить симпатичні версії пісень Барбари Льюїс «Hello Stranger» та The Temptation «The Way You Do The Things You Do», співачці так і не вдалось проторувати шлях до успіху. 1970 року вона приєднується до джаз-рокового гурту «Bada» і бере участь у запису єдиного альбому.
Трохи пізніше Елкі Брукс разом з двома колегами по «Dada» — Робертом Палмером (Robert Palmer) — вокал та Пітом Гейгом (Pet Gage) — гітара засновує соул-рокову формацію під назвою Vinegar Joe, яка і приносить вокалістці велику популярність. Однак, записавши три альбоми, гурт розпався і Брукс 1974 року приєдналась до американської формації Wet Willie, a 1975 року вирішила продовжити сольну кар'єру.
Через два роки співачка відзначилась двома хітами у британському топ-10: «Pearl's a Singer» (присвячений Дженіс Джоплін) та «Sunshine After The Rain», однак її динамічний, повний енергії стиль та імідж зазнав змін під впливом розважальної музики. Наступний її хіт «Fool If You Think It's Over» та композиція «Nights In White Satin» (обоє 1982 року) відображали захоплення Брукс повними драматизму обробками. Оригінальна композиція Расса Болларда «No More The Fool» у виконанні Елкі Брукс потрапила 1986 року у британський Тор 5, зміцнивши позиції співачки, а виданий того ж року альбом став двічі «золотою платівкою».
Виданий 1988 року лонгплей «Bookbinder's Kid» з піснями авторства Болларда та Брайна Адамса лише підтвердив високі позиції артистки на музичному ринку. У листопаді того ж року Елкі дала у Британії 72 концерта, всі квитки на які були розпродані.
Зараз Брукс продовжує виступати, записуватися, а в перервах між концертами мешкає у своєму будинку в Девоні разом з чоловіком та двома синами. Головним захопленням її родини є айкідо, що дозволяє Брукс швидко мобілізувати внутрішні сили.

## Дискографія
- 1975: Rich Man's Woman
- 1977: Two Days Away
- 1978: Shooting Star
- 1979: Live & Learn
- 1981: Perls
- 1982: Pearls 2
- 1984: Minutes
- 1984: Screen Games
- 1986: No More The Fool
- 1986: The Very Best Of Elkie Brooks
- 1987: Collection: Elkie Brooks
- 1987: The Early Years 1964—1966
- 1988: Bookbinder's Kid
- 1989: Inspiration
- 1991: Pearls III — Close To The Edge
- 1995: We've Got Tonight
- 1995: Cirles
- 1996: Amazing
- 2003: Shangri-La
- 2003: Trouble in Mind (з Humphrey Lyttelton)
- 2005: Electric Lady

### Dada
- 1970: Dada

### Vinegar Joe
- 1972: Vinegar Joe
- 1972: Rock'n'Roll Gypsies
- 1973: Six Star General